# Søsol
En søsol er en mangearmet søstjerne fra familien Solasteridae. Søsolen bliver op til 25 cm, men findes oftest i størrelser omkring 15 cm. Dyret har normalt 8 – 15 arme, men ældre individer kan have flere. Dyrene kan have nuancer, der spænder over rød, violet og gul. 
Der findes to søsol-arter, der er almindelige i Danmark: Pigget søsol (Crossaster papposus) og ru søsol (Solaster endeca). De to arter ligner meget hinanden, men S. endeca har lidt længere arme. Søsolen lever på muslinge- og østersbanker, hvor den søger sin føde blandt andre pighuder. Muslinge- og østersbankerne findes normalt på stenet eller sandet havbund ned til 40 meters dybde. Søsolen findes i koldere farvande fra den engelske kanal og nordpå.

## Klassifikation
Familie: Solasteridae
- Slægt: Crossaster
  - Crossaster papposus (Pigget søsol)
- Slægt: Solaster
  - Solaster dawsoni
  - Solaster endeca (Ru søsol)
  - Solaster stimpsoni